# Wiktor Jesionek
Wiktor Jesionek (ur. 21 lutego 1879 w Chorzowie, zm. 23 stycznia 1939 w Katowicach-Załężu) – mistrz piekarski, powstaniec śląski, działacz społeczny, radny gminy Załęże.

## Życiorys
Urodził się 21 lutego 1879 w Chorzowie, w rodzinie Jana i Katarzyny z Knapików, brat Henryka. Ukończył szkołę powszechną. Był mistrzem piekarskim i cukierniczym oraz założycielem piekarni w Załężu w 1903 (działającej do 1939). Od 1905 był kasjerem miejscowym Związku Wzajemnej Pomocy Chrześcijańskich Robotników Górnośląskich w Załężu. Należał do Towarzystwa Gimnastycznego „Sokół” w Katowicach oraz sprawował funkcję prezesa Towarzystwa Gimnastycznego „Sokół” w Załężu i wiceprezesa okręgu VI Dzielnicy Śląskiej Polskiego Towarzystwa Gimnastycznego „Sokół”. Był także jednym z założycieli załęskiego Towarzystwa Śpiewu „Halka”.
W latach 1919–1921 działał politycznie i społecznie. W 1919 został delegatem do Polskiego Sejmu Dzielnicowego w Poznaniu. Jako radny gminy Załęże sprawował funkcję ławnika i zastępcy naczelnika. Brał udział w I powstaniu śląskim. Podczas III powstania śląskiego uczestniczył w pracach sztabu pułku katowickiego Grupy „Wschód”.
W 1924 był sędzią pokoju przy Sądzie Powiatowym w Katowicach, a także zainicjował prace Związku Samodzielnych Rzemieślników i Drobnych Przemysłowców (1926). Należał do cechu piekarniczego w Katowicach (zasiadał w zarządzie). Był członkiem miejscowego koła Związku Obrony Kresów Zachodnich w Załężu. Należał także rady nadzorczej Komitetu Budowy Domu Rzemiosła w Katowicach. Prowadził wykłady w Śląskim Instytucie Rzemieślniczo-Przemysłowym i w Publicznej Szkole Dokształcającej Zawodowej w Katowicach.
W 1935 kandydował w wyborach do Sejmu Śląskiego z okręgu 1 (Katowice).

## Ordery i odznaczenia
- Krzyż Niepodległości (9 listopada 1931)[5]
- Srebrny Krzyż Zasługi[1]
- Krzyż na Śląskiej Wstędze Waleczności i Zasługi[1]